# Wanderwasserläufer

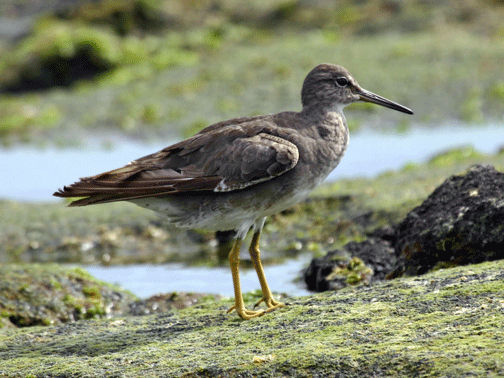
Wanderwasserläufer

Der Wanderwasserläufer (Tringa incana, Syn.: Tringa incanus, Heteroscelus incanus) ist eine monotypische Art aus der Familie der Schnepfenvögel. Die Art kommt ausschließlich in der Nearktis vor. Die IUCN stuft den Wanderwasserläufer als nicht gefährdet (Least Concern) ein.

## Erscheinungsbild
Der Wanderwasserläufer erreicht eine Körperlänge von 26 bis 30 Zentimetern und ist damit etwas größer als der nah verwandte Grauschwanzwasserläufer, der in der Paläarktis verbreitet ist. Die Flügelspanne des Wanderwasserläufers beträgt 55 bis 70 Zentimeter. Das Gewicht variiert zwischen 90 und 125 Gramm.
Im Prachtkleid hat der Wanderwasserläufer einen schiefergrauen Oberkopf, Nacken und eine schiefergraue Körperoberseite. Einzelne Federn haben eine weiße Spitze, so dass die Körperoberseite kleine weiße Flecken aufweist. Ein weißer Augenüberstreif verläuft von der Stirn über die Augen bis zum Hinterkopf, darunter befindet sich ein dunklerer Streif, der von der Schnabelbasis über die Augen verläuft. Die Augenringe sind weiß und durch den dunklen Augenstreif besonders betont. Der Schnabel ist dunkelgrau mit einer gelbgrauen Schnabelbasis. Die Augen sind dunkel. Die Wangen, das Kinn, die Kehle und die Körperunterseite sind weiß mit einer sehr dichten dunkelgrauen Querwellung. Die meisten Individuen haben auf dem Bauch einen weißen, nicht gezeichneten Fleck. Die Beine sind im Verhältnis zum Körper relativ kräftig und sind leuchtend gelb bis gelb-grünlich. Im Schlichtkleid fehlt die Querwellung auf der Brust und den Flanken, diese sind dann schiefergrau. Jungvögel ähneln den adulten Vögeln im Schlichtkleid, haben aber eine angedeutete graue Querzeichnung auf der Brust und den Flanken sowie weiße Federspitzen auf den Oberflügeldecken.

## Verbreitungsgebiet
Der Wanderwasserläufer hat verglichen mit dem Grauschwanzwasserläufer ein verhältnismäßig kleines Brutgebiet. Er brütet ausschließlich in Alaska und dem angrenzenden Yukon-Territorium, ist aber im gesamten Verbreitungsgebiet selten. Als Lebensraum bevorzugt er die Kiesbänke von Flüssen oder felsige Küsten. Er ist ein obligatorischer Zugvogel, der im Winterhalbjahr an die Südwestküste der Vereinigten Staaten zieht. Er kommt dann auch auf Hawaii sowie einigen abgelegeneren pazifischen Inseln vor. Sein Lebensraum während des Winterhalbjahrs sind felsige Küsten.

## Lebensweise
Der Wanderwasserläufer frisst Wirbellose, dabei spielen Insekten und deren Larven eine besonders große Rolle. Daneben frisst er Mollusken und Würmer. Seine Nahrung pickt er von der Wasseroberfläche oder findet sie durch Stochern im feuchten Substrat oder in der Flachwasserzone.
Während des Winterhalbjahres lebt der Wanderwasserläufer gesellig. In den Brutgebieten besetzten die Männchen dagegen Brutreviere, aus denen sie die anderen Männchen vertreiben. Wanderwasserläufer gehen eine monogame Saisonehe ein. Das Nest wird auf dem Boden in der Nähe von Wasser errichtet. Es ist lediglich eine flache Mulde, die mit etwas Pflanzenmaterial ausgelegt wird. Das Gelege besteht aus drei bis vier Eiern. Diese sind blassgrün oder olivfarben und braun gefleckt und gesprenkelt. Die Brutzeit beträgt 23 bis 25 Tage. Beide Elternvögel sind an der Brut beteiligt. Die Küken sind Nestflüchter, die von beiden Elternvögeln geführt werden. Sie sind mit 18 bis 21 Tagen flügge.
Wanderwasserläufer brüten frühestens im zweiten Lebensjahr das erste Mal.

## Belege

### Einzelbelege
1. ↑  Tringa incana in der Roten Liste gefährdeter Arten der IUCN 2013.1. Eingestellt von: BirdLife International, 2012. Abgerufen am 8. September 2013.
2. ↑  Sale, S. 220.
3. ↑  Sale, S. 221.